# Mickaël Buffaz
Mickaël Buffaz (Ginebra, 21 de mayo de 1979) es un ciclista nacido en Suiza nacionalizado francés. Debutó en 2003 con el equipo Jean Delatour y desde 2007 hasta su retirada en 2012 compitió para el equipo Cofidis.

## Palmarés
2002
- París-Troyes

2003
- Mi-Août 1

2009
- 1 etapa del Tour de l'Ain

2010
- París-Corrèze, más 1 etapa

## Resultados en Grandes Vueltas
| Carrera | Carrera         | 2003 | 2004 | 2005 | 2006 | 2007  | 2008  | 2009 | 2010 | 2011  | 2012 |
| ------- | --------------- | ---- | ---- | ---- | ---- | ----- | ----- | ---- | ---- | ----- | ---- |
|         | Giro de Italia  | —    | —    | —    | —    | 126.º | 121.º | —    | Ab.  | —     | —    |
|         | Tour de Francia | —    | —    | —    | —    | —     | —     | —    | —    | 131.º | —    |
|         | Vuelta a España | —    | —    | —    | —    | —     | —     | 89.º | Ab.  | —     | 45.º |

—: no participa
Ab.: abandono

## Equipos
- Jean Delatour/R.A.G.T. Sémences (2003-2004)
  - Jean Delatour (2003)
  - RAGT Semences-MG Rover (2004)
- Agritubel (2005-2006)
- Cofidis (2007-2012)
  - Cofidis, le Crédit par Télephone (2007-2008)
  - Cofidis, le Crédit en Ligne (2009-2012)